# Merkulàievka
Merkulàievka - Меркулаевка (rus) és un possiólok de la República d'Adiguèsia, a Rússia. Es troba a la vora del riu Merkulaika, afluent del Sakhrai, a 39 km al sud de Tulski i a 51 km al sud de Maikop.
Pertany al municipi de Dàkhovskaia.